# Едвардс (Њујорк)
Едвардс (енгл. Edwards) град је у америчкој савезној држави Њујорк.

## Демографија
По попису из 2010. године број становника је 439, што је 26 (-5,6%) становника мање него 2000. године.
| Група             | 2000.       | 2010.       |
| Белци             | 449 (96,6%) | 432 (98,4%) |
| Афроамериканци    | 2 (0,4%)    | 1 (0,2%)    |
| Азијати           | 0 (0,0%)    | 0 (0,0%)    |
| Хиспаноамериканци | 6 (1,3%)    | 3 (0,7%)    |
| Укупно            | 465         | 439         |